# Силвана Арменулич
Силвана Арменулич е псевдонима на Зилха Баряктаревич, която е югославска поп певица, изпълнителка на народни песни. Родена е на 18 май 1939 в Добой и умира на 10 октомври 1976 в Колари.

## Биография
Зилха Баряктаревич е родена на 18 май 1939 година в град Добой в голямо семейство на бошняци – мюсюлмани. Нейният баща е работил като сладкар.
Още от ранното си детство Зилха започва да пее. В гимназията се научава да свири на мандолина. Когато решава да стане професионална певица, баща ѝ я подкрепя в това решение.
На шестнадесет годишна възраст се премества към тетке в Сараево, където започва да пее по различни заведения. След като успява да постигне известна слава в Босна, тя се премества в Белград. Променя името си в чест на италианската актриса Силвана Мангано, тъй като филма „Горчив ориз“, в който участва актрисата ѝ харесва много. През 1961 г. се омъжва за известния югославски тенисист Радмило Арменулич, от който през 1964 г. ражда дъщеря.
Нейната кариера се развива бързо и скоро тя се превръща в една от най-успешните певици в Югославия. Нейните песни „Šta će mi život“ („Да бъде моят живот“), „Moj dilbere“ („Моят възлюбен син“) и „Noćas srce mi pati“ („Тази вечер сърцето ми страда“) получават национална известност. В репертоара ѝ влизат както съвременната фолк-музика, така и традиционните песни севдалинки (известна е като „кралицата на севдалинки“). В началото на 1970-те години участва в множество игрални и телевизионни филми.
Силвана Арменулич умира на 10 октомври 1976 г. в автомобилна катастрофа на магистралата Белград—Ниш, до село Колари, Смедерево. Заедно с нея загива сестра ѝ Миряна Баряктаревич и ръководителят на Народния оркестър на радио и телевизия Белград Миодраг Яшаревич. Силвана Арменулич и нейната сестра са погребани в близост до Новото гробище в Белград.